# زکا (بازیکن فوتبال)
ژوزه کارلوس کراکو نتو (پرتغالی: José Carlos Cracco Neto؛ زادهٔ ۱۶ مهٔ ۱۹۹۴) که به نام زکا شناخته می‌شود، بازیکن فوتبال اهل برزیل است که در پست مدافع کناری برای واسکو دوگاما در لیگ برتر فوتبال برزیل بازی می‌کند.
وی به همراه تیم ملی فوتبال زیر ۲۳ سال برزیل در بازی‌های المپیک تابستانی ۲۰۱۶ حضور داشت.